# Дав-Крік (Колорадо)
Дав-Крік (англ. Dove Creek) — місто (англ. town) в США, в окрузі Долорес штату Колорадо. Населення — 635 осіб (2020).

## Географія
Дав-Крік розташований за координатами 37°46′0″ пн. ш. 108°54′23″ зх. д. / 37.76667° пн. ш. 108.90639° зх. д. (37.766668, -108.906301).  За даними Бюро перепису населення США в 2010 році місто мало площу 1,39 км², уся площа — суходіл.

## Демографія
Згідно з переписом 2010 року, у місті мешкало 735 осіб у 309 домогосподарствах у складі 214 родин. Густота населення становила 527 осіб/км².  Було 360 помешкань (258/км²).
Расовий склад населення:
| - 92,5 % — білих - 2,3 % — корінних американців - 0,3 % — вихідців з тихоокеанських островів - 0,1 % — чорних або афроамериканців - 1,8 % — осіб інших рас |

До двох чи більше рас належало 3,0 %. Частка іспаномовних становила 3,5 % від усіх жителів.
За віковим діапазоном населення розподілялося таким чином: 26,4 % — особи молодші 18 років, 56,0 % — особи у віці 18—64 років, 17,6 % — особи у віці 65 років та старші. Медіана віку мешканця становила 38,9 року. На 100 осіб жіночої статі у місті припадало 100,8 чоловіків;  на 100 жінок у віці від 18 років та старших — 101,9 чоловіків також старших 18 років.
Середній дохід на одне домашнє господарство  становив 48 171 долар США (медіана — 36 688), а середній дохід на одну сім'ю — 55 382 долари (медіана — 56 250). Медіана доходів становила 43 958 доларів для чоловіків та 28 125 доларів для жінок. За межею бідності перебувало 15,4 % осіб, у тому числі 23,3 % дітей у віці до 18 років та 16,9 % осіб у віці 65 років та старших.
Цивільне працевлаштоване населення становило 280 осіб. Основні галузі зайнятості: роздрібна торгівля — 23,2 %, освіта, охорона здоров'я та соціальна допомога — 18,9 %, сільське господарство, лісництво, риболовля — 14,3 %, транспорт — 11,8 %.